# Ranunculidae
Ranunculidae je bývalá podtřída na bázi pravých krytosemenných rostlin, která byla používána v některých dřívějších taxonomických systémech (např. Tachtadžjanův systém). Systém APG podtřídy v taxonomii rostlin nepoužívá. Její vymezení se rámcově překrývalo s dnešním řádem pryskyřníkotvaré (Ranunculales), Tachtadžjan však do ní řadil i čeleď pivoňkovité (Paeoniaceae), která je v současné taxonomii řazena do řádu lomikamenotvaré (Saxifragales).
Převažují byliny, charakteristický je obsah benzylisochinolinových alkaloidů. Květy mají nejčastěji volné květní obaly, často pomnožené tyčinky a svrchní semeník. Celkem bylo do této podtřídy řazeno asi 3500 druhů rostlin.